# Janio Bikel
Janio Bikel Figueiredo da Silva (Bissau, 28 giugno 1995) è un calciatore guineense con cittadinanza portoghese, centrocampista del Maccabi Natanya.

## Carriera

### Club

#### Gli inizi e giovanili in Spagna
Nato in Guinea-Bissau, inizia a giocare a calcio all'Academia Vitalaise di Bissau. Attraverso un agente riesce ad entrare nelle giovanili del Torre Levante, a Valencia. In Spagna attira l'attenzione di club come l'Espanyol, Villarreal e Valencia. Quest'ultimo club ha voluto includerlo nelle giovanili. I disaccordi sui diritti dell'agente immobiliare guineano hanno ostacolato il trasferimento e ha dovuto lasciare il paese. Dopodiché è finito in un appartamento con dieci ragazzi a Lisbona, in Portogallo, dove si è formato da solo.

#### Heerenveen
Bikel entra in contatto con un altro agente, tramite il quale riesce a far parte a 15 anni dell'accademia giovanile dell'Heerenveen. Il 7 marzo 2015, a quasi vent'anni, debutta con la prima squadra frisona nella sfida vinta 1-0 in casa dell'ADO L'Aia. A fine stagione decide di non rinnovare con l'Heerenveen.

#### N.E.C. Nimega
Insoddisfatto per il poco minutaggio all'Heerenveen, il 30 giugno 2015 Bikel firma un contratto triennale col N.E.C. Nimega. Il 12 agosto 2015 esordisce con la nuova maglia nel corso della partita vinta in casa 1-0 contro l'Excelsior. Il 6 dicembre 2015, in un match casalingo contro il PEC Zwolle, segna il primo gol in carriera.
Il 28 maggio 2017 il NEC retrocede in Eerste Divisie, ma nella stagione 2017-18, in seconda divisione, Bikel non trova molto spazio.

#### CSKA Sofia
Scaduto il contratto a metà 2018, il calciatore lascia l'Olanda per accasarsi il 14 giugno 2018 al CSKA Sofia, in massima serie bulgara. A Sofia rimane due stagioni, con la squadra che si posiziona al secondo posto in classifica in entrambe le annate, sempre alle spalle del Ludogorets.

#### Vancouver Whitecaps
Il 28 febbraio 2020 si trasferisce in Canada, ai Vancouver Whitecaps, società calcistica della Major League Soccer, con cui si accorda per le successive tre stagioni, con opzione di prolungamento per la quarta.

#### Vicenza
Il 21 gennaio 2022 viene acquistato dal L.R. Vicenza con la formula del prestito.

### Nazionale
Nonostante sia nato in Guinea-Bissau, Bikel ha scelto di rappresentare calcisticamente il Portogallo. Nel 2013 colleziona tre presenze con la nazionale lusitana under-19, mentre nel 2015 partecipa alla spedizione del Portogallo Under-20 ai mondiali di categoria in Nuova Zelanda.
Nel 2022 però viene convocato nella nazionale maggiore guineense, con la quale nel 2023 partecipa poi alla Coppa d'Africa.

## Statistiche

### Presenze e reti nei club
Statistiche aggiornate al 27 maggio 2024.
| Stagione                   | Squadra                    | Campionato                 | Campionato | Campionato | Coppe nazionali | Coppe nazionali | Coppe nazionali | Coppe continentali | Coppe continentali | Coppe continentali | Altre coppe | Altre coppe | Altre coppe | Totale | Totale | Totale |
| Stagione                   | Squadra                    | Comp                       | Pres       | Reti       | Comp            | Pres            | Reti            | Comp               | Pres               | Reti               | Comp        | Pres        | Reti        | Pres   | Reti   |        |
| -------------------------- | -------------------------- | -------------------------- | ---------- | ---------- | --------------- | --------------- | --------------- | ------------------ | ------------------ | ------------------ | ----------- | ----------- | ----------- | ------ | ------ | ------ |
| 2014-2015                  | Heerenveen                 | E                          | 6          | 0          | CO              | -               | -               | -                  | -                  | -                  | -           | -           | -           | 6      | 0      |        |
| 2015-2016                  | NEC Nijmegen               | E                          | 32         | 2          | CO              | 2               | 0               | -                  | -                  | -                  | -           | -           | -           | 34     | 2      |        |
| 2016-2017                  | NEC Nijmegen               | E                          | 30+1       | 0          | CO              | 1               | 0               | -                  | -                  | -                  | -           | -           | -           | 32     | 0      |        |
| 2017-2018                  | NEC Nijmegen               | ED                         | 5+1        | 0          | CO              | 1               | 0               | -                  | -                  | -                  | -           | -           | -           | 7      | 0      |        |
| Totale NEC Nijmegen        | Totale NEC Nijmegen        | Totale NEC Nijmegen        | 67+2       | 2          |                 | 4               | 0               |                    | -                  | -                  |             | -           | -           | 73     | 2      |        |
| 2018-2019                  | CSKA Sofia                 | A-PFG                      | 23+7       | 0          | CB              | 5               | 0               | UEL                | 5                  | 0                  | -           | -           | -           | 40     | 0      |        |
| 2019- feb. 2020            | CSKA Sofia                 | A- PFG                     | 14         | 0          | CB              | 1               | 0               | UEL                | 6                  | 0                  | -           | -           | -           | 21     | 0      |        |
| Totale CSKA Sofia          | Totale CSKA Sofia          | Totale CSKA Sofia          | 37+7       | 0          |                 | 6               | 0               |                    | 11                 | 0                  |             | -           | -           | 54+7   | 0      |        |
| 2020                       | Vancouver Whitecaps        | MLS                        | 12         | 0          | CC              | 1               | 0               | -                  | -                  | -                  | -           | -           | -           | 13     | 0      |        |
| 2021                       | Vancouver Whitecaps        | MLS                        | 33         | 1          | MLSC            | 0+1             | 0               | -                  | -                  | -                  | -           | -           | -           | 34     | 1      |        |
| Totale Vancouver Whitecaps | Totale Vancouver Whitecaps | Totale Vancouver Whitecaps | 45         | 1          |                 | 2               | 0               |                    | -                  | -                  |             | -           | -           | 47     | 1      |        |
| gen.- giu. 2022            | Vicenza                    | B                          | 17+2       | 0          | CI              | -               | -               | -                  | -                  | -                  | -           | -           | -           | 19     | 0      |        |
| 2022-2023                  | Chimki                     | PL                         | 11         | 0          | KR              | -               | -               | -                  | -                  | -                  | -           | -           | -           | 11     | 0      |        |
| 2023-2024                  | Gaziantep                  | SL                         | 16         | 0          | TK              | 3               | 0               | -                  | -                  | -                  | -           | -           | -           | 19     | 0      |        |
| Totale carriera            | Totale carriera            | Totale carriera            | 199+11     | 3          |                 | 15              | 0               |                    | 11                 | 0                  |             | -           | -           | 236    | 3      |        |

### Cronologia presenze e reti in nazionale
| Cronologia completa delle presenze e delle reti in nazionale ― Guinea-Bissau | Cronologia completa delle presenze e delle reti in nazionale ― Guinea-Bissau | Cronologia completa delle presenze e delle reti in nazionale ― Guinea-Bissau | Cronologia completa delle presenze e delle reti in nazionale ― Guinea-Bissau | Cronologia completa delle presenze e delle reti in nazionale ― Guinea-Bissau | Cronologia completa delle presenze e delle reti in nazionale ― Guinea-Bissau | Cronologia completa delle presenze e delle reti in nazionale ― Guinea-Bissau | Cronologia completa delle presenze e delle reti in nazionale ― Guinea-Bissau |
| Data                                                                         | Città                                                                        | In casa                                                                      | Risultato                                                                    | Ospiti                                                                       | Competizione                                                                 | Reti                                                                         | Note                                                                         |
| ---------------------------------------------------------------------------- | ---------------------------------------------------------------------------- | ---------------------------------------------------------------------------- | ---------------------------------------------------------------------------- | ---------------------------------------------------------------------------- | ---------------------------------------------------------------------------- | ---------------------------------------------------------------------------- | ---------------------------------------------------------------------------- |
| 23-3-2022                                                                    | Óbidos                                                                       | Guinea-Bissau                                                                | 3 – 0                                                                        | Guinea Equatoriale                                                           | Amichevole                                                                   | -                                                                            |                                                                              |
| 26-3-2022                                                                    | Rio Maior                                                                    | Angola                                                                       | 2 – 3                                                                        | Guinea-Bissau                                                                | Amichevole                                                                   | -                                                                            |                                                                              |
| 13-6-2022                                                                    | Conakry                                                                      | Sierra Leone                                                                 | 2 – 2                                                                        | Guinea-Bissau                                                                | Qual. Coppa d'Africa 2023                                                    | -                                                                            |                                                                              |
| 17-11-2022                                                                   | Adalia                                                                       | Guinea-Bissau                                                                | 1 – 3                                                                        | Gabon                                                                        | Amichevole                                                                   | -                                                                            |                                                                              |
| 14-6-2023                                                                    | Bissau                                                                       | São Tomé e Príncipe                                                          | 0 – 1                                                                        | Guinea-Bissau                                                                | Qual. Coppa d'Africa 2023                                                    | -                                                                            |                                                                              |
| 11-9-2023                                                                    | Bissau                                                                       | Guinea-Bissau                                                                | 2 – 1                                                                        | Sierra Leone                                                                 | Qual. Coppa d'Africa 2023                                                    | -                                                                            |                                                                              |
| 13-10-2023                                                                   | Setúbal                                                                      | Guinea                                                                       | 1 – 0                                                                        | Guinea-Bissau                                                                | Amichevole                                                                   | -                                                                            |                                                                              |
| 17-11-2023                                                                   | Marrakech                                                                    | Burkina Faso                                                                 | 1 – 1                                                                        | Guinea-Bissau                                                                | Qual. Mondiali 2026                                                          | -                                                                            | 44’ 88’                                                                      |
| 20-11-2023                                                                   | Il Cairo                                                                     | Gibuti                                                                       | 0 – 1                                                                        | Guinea-Bissau                                                                | Qual. Mondiali 2026                                                          | -                                                                            |                                                                              |
| 6-1-2024                                                                     | Bamako                                                                       | Mali                                                                         | 6 – 2                                                                        | Guinea-Bissau                                                                | Amichevole                                                                   | -                                                                            | 45’ 65’                                                                      |
| 13-1-2024                                                                    | Abidjan                                                                      | Costa d'Avorio                                                               | 2 – 0                                                                        | Guinea-Bissau                                                                | Coppa d'Africa 2023 - 1º turno                                               | -                                                                            |                                                                              |
| 18-1-2024                                                                    | Abidjan                                                                      | Guinea Equatoriale                                                           | 4 – 2                                                                        | Guinea-Bissau                                                                | Coppa d'Africa 2023 - 1º turno                                               | -                                                                            |                                                                              |
| 22-1-2024                                                                    | Abidjan                                                                      | Guinea-Bissau                                                                | 0 – 1                                                                        | Nigeria                                                                      | Coppa d'Africa 2023 - 1º turno                                               | -                                                                            |                                                                              |
| 22-3-2024                                                                    | Tétouan                                                                      | Sudan                                                                        | 1 – 0                                                                        | Guinea-Bissau                                                                | Amichevole                                                                   | -                                                                            | 80’                                                                          |
| 25-3-2024                                                                    | Tétouan                                                                      | Sudan                                                                        | 1 – 2                                                                        | Guinea-Bissau                                                                | Amichevole                                                                   | -                                                                            | 71’                                                                          |
| 6-6-2024                                                                     | Bissau                                                                       | Guinea-Bissau                                                                | 0 – 0                                                                        | Etiopia                                                                      | Qual. Mondiali 2026                                                          | -                                                                            |                                                                              |
| 10-6-2024                                                                    | Bissau                                                                       | Guinea-Bissau                                                                | 1 – 1                                                                        | Egitto                                                                       | Qual. Mondiali 2026                                                          | -                                                                            | 78’                                                                          |
| 11-10-2024                                                                   | Bamako                                                                       | Mali                                                                         | 1 – 0                                                                        | Guinea-Bissau                                                                | Qual. Coppa d'Africa 2025                                                    | -                                                                            | 80’                                                                          |
| 15-10-2024                                                                   | Bissau                                                                       | Guinea-Bissau                                                                | 0 – 0                                                                        | Mali                                                                         | Qual. Coppa d'Africa 2025                                                    | -                                                                            | 67’                                                                          |
| 15-11-2024                                                                   | Lobamba                                                                      | eSwatini                                                                     | 1 – 1                                                                        | Guinea-Bissau                                                                | Qual. Coppa d'Africa 2025                                                    | -                                                                            | 83’                                                                          |
| 19-11-2024                                                                   | Bissau                                                                       | Guinea-Bissau                                                                | 1 – 2                                                                        | Mozambico                                                                    | Qual. Coppa d'Africa 2025                                                    | -                                                                            | 63’                                                                          |
| 20-3-2025                                                                    | Monrovia                                                                     | Sierra Leone                                                                 | 3 – 1                                                                        | Guinea-Bissau                                                                | Qual. Mondiali 2026                                                          | -                                                                            | 75’                                                                          |
| 24-3-2025                                                                    | Bissau                                                                       | Guinea-Bissau                                                                | 1 – 2                                                                        | Burkina Faso                                                                 | Qual. Mondiali 2026                                                          | -                                                                            |                                                                              |
| Totale                                                                       |                                                                              | Presenze                                                                     | 23                                                                           |                                                                              | Reti                                                                         | 0                                                                            |                                                                              |